# Johan Adolf Nygren
Johan Adolf Nygren, född 2 november 1767 i Nykils socken, död 26 juli 1837 i Ekeby socken, var en svensk präst, verksam i Linköpings stift.

## Biografi
Nygren blev 1788 student vid Uppsala universitet och prästvigdes 3 juli 1793. Han blev filosofie magister i Greifswald 1803 och regementspastor vid Smålands dragonregemente 25 maj 1805. Nygren blev 23 april 1808 komminister i Rinna församling och tillträdde 1810. Han utnämndes 28 augusti 1816 till kyrkoherde i Mjölby församling och tillträdde 1818. Slutligen utnämndes han 30 december 1822 till kyrkoherde i Ekeby församling och tillträdde 1825.
Johan Adolf Nygren var son till bonden Peter Eriksson och Ulrika de Valois. Han gifte sig 25 juli 1825 med Ulrika Karolina Reuterswärd (1790–1836). Hon var dotter till kaptenen Adam Ulrik Reuterswärd och Christina Wilhelmina Gyllenhöök. Makarna fick tillsammans dottern Vilhelmina Antoinette Nygren (född 1828) som var gift med lantbrukaren Gustaf Henrik Forshaell i Marbäck.